# مارتن هاموند
مارتن هاموند (بالإنجليزية: Martin Hammond)‏ هو باحث في تاريخ العصور الكلاسيكية بريطاني، ولد في 15 نوفمبر 1944.